# 硝基苯
硝基苯是最简单的芳香硝基化合物，化学式为C6H5NO2。它是由米修里希·伊尔哈得于1834年发现的。

## 生产
硝基苯可以由苯被硝酸和浓硫酸的混合物硝化而成。反应首先会形成硝𬭩离子，然后硝𬭩离子和苯反应生成硝基苯：
{\displaystyle \mathrm {H_{2}SO_{4}+HNO_{3}\rightarrow HSO_{4}^{-}+H_{2}O+NO_{2}^{+}} }
{\displaystyle \mathrm {NO_{2}^{+}+C_{6}H_{6}\rightarrow C_{6}H_{5}NO_{2}+H^{+}} }
由于反应高度放热（ΔH = −117 kJ/mol），硝基苯的生产是工业上最危险的生产流程之一。
硝基苯在1985年的年产量约为 1,700,000 吨。

## 应用
生产出来的硝基苯有95%都会被氢化成苯胺，而苯胺是聚氨酯、橡胶化学品、除草剂、染料和药物的前体。
C6H5NO2  +  3 H2  →   C6H5NH2  +  2 H2O
硝基苯还用于掩盖鞋和地板抛光剂、皮革敷料、油漆溶剂和其它材料中的难闻气味。在之前，硝基苯还用于曾被用来使肥皂更香，但今天已经被毒性更低的化合物淘汰了。硝基苯还可以生产镇痛剂扑热息痛。由于不寻常高的克尔常数，硝基苯也用于制造克尔盒。有证据表明硝基苯可以在农业中用作植物生长和开花的刺激剂。

### 有机合成
除了氢化成苯胺外，硝基苯还可以被还原成氧化偶氮苯、偶氮苯、亚硝基苯、二苯肼和苯胲。在斯克劳普合成反应中，硝基苯也用作温和的氧化剂。

## 危害
长期暴露于硝基苯下会对中枢神经系统造成严重影响，还会损害视力、导致肝或肾损伤、贫血和刺激肺部。吸入蒸气可能会导致头痛、恶心、疲劳、头晕、紫绀、手臂和腿部虚弱，在极少数情况下可能是致命的。硝基苯很容易通过皮肤吸收，可能会增加心率，导致抽搐。摄入硝基苯同样会引起头痛、头晕、恶心、呕吐和胃肠道刺激、四肢失去知觉无法控制，还会导致内出血。
硝基苯很可能是致癌物，并被国际癌症研究机构归类为2B类致癌物（可能对人类致癌）。它已被证明会导致大鼠的肝脏、肾脏和甲状腺得癌。
硝基苯中毒可以用抗坏血酸（中毒较轻）或甲苯胺蓝（中毒较重）解毒。使用甲苯胺蓝解毒时，患者的皮肤会暂时变蓝。对于可以危及生命的中毒则需要换血。